# Johann Abraham Ihle
Johann Abraham Ihle (4 giugno 1627 – 1699) è stato un astronomo tedesco.
La sua importanza deriva, soprattutto, dalla scoperta del primo ammasso globulare, M22, mentre osservava il transito del pianeta Saturno nella costellazione del Sagittario, il 26 agosto 1665.